# Suf Podgoreanu
Suf Podgoreanu (in ebraico סוף פודגוראנו‌‌‎?; Hadera, 20 gennaio 2002) è un calciatore israeliano con cittadinanza rumena, attaccante dell'Heracles Almelo, in prestito dal Maccabi Haifa, e della nazionale Under-21 israeliana.

## Biografia
È in possesso della cittadinanza rumena grazie alle origini paterne. Suo padre Danny era anch'egli un calciatore.

## Caratteristiche tecniche
Attaccante molto duttile, veloce e dotato fisicamente, è in possesso di un'ottima tecnica individuale. Abile nel controllo di palla, predilige la posizione di centravanti, ma può essere impiegato anche come ala.

## Carriera

### Club
Cresciuto nel settore giovanile del Maccabi Haifa, debutta in prima squadra il 3 giugno 2020 in occasione del match di Ligat ha'Al perso 2-0 contro il Maccabi Tel Aviv. Nel 2020 viene acquistato dalla Roma con cui trascorre una stagione nella formazione Primavera.
Nel 2021 si trasferisce a titolo definitivo allo Spezia; debutta in Serie A il 19 settembre sostituendo Daniele Verde nella ripresa dell'incontro vinto 2-1 contro il Venezia.

### Nazionale
Nell'ottobre del 2021 viene convocato in nazionale maggiore in vista della doppia sfida di qualificazione per il campionato mondiale 2022 contro Scozia e Moldavia; fa il suo esordio nel secondo dei due incontri rimpiazzando Eli Dasa nei minuti finali. Il 15 novembre 2021 gioca per la prima volta da titolare nel successo per 3-2 contro le Fær Øer, in cui ha fornito un assist.

## Statistiche

### Presenze e reti nei club
Statistiche aggiornate al 10 maggio 2024.
| Stagione             | Squadra              | Campionato           | Campionato | Campionato | Coppe nazionali | Coppe nazionali | Coppe nazionali | Coppe continentali | Coppe continentali | Coppe continentali | Altre coppe | Altre coppe | Altre coppe | Totale | Totale | Totale |
| Stagione             | Squadra              | Comp                 | Pres       | Reti       | Comp            | Pres            | Reti            | Comp               | Pres               | Reti               | Comp        | Pres        | Reti        | Pres   | Reti   |        |
| -------------------- | -------------------- | -------------------- | ---------- | ---------- | --------------- | --------------- | --------------- | ------------------ | ------------------ | ------------------ | ----------- | ----------- | ----------- | ------ | ------ | ------ |
| 2019-2020            | Maccabi Haifa        | LHA                  | 5          | 0          | CI+TC           | 0               | 0               |                    | -                  | -                  |             | -           | -           | 5      | 0      |        |
| 2021-2022            | Spezia               | A                    | 5          | 0          | CI              | 0               | 0               |                    | -                  | -                  |             | -           | -           | 5      | 0      |        |
| 2022-2023            | Maccabi Haifa        | LHA                  | -          | -          | CI              | -               | -               | UCL                | 1                  | 0                  |             | -           | -           | 1      | 0      |        |
| 2023-2024            | Maccabi Haifa        | LHA                  | 18         | 1          | CI              | 3               | 2               | UCL+UEL+UECL       | 3+4+4              | 0                  |             | -           | -           | 32     | 3      |        |
| Totale Maccabi Haifa | Totale Maccabi Haifa | Totale Maccabi Haifa | 23         | 0          |                 | 3               | 2               |                    | 12                 | 0                  |             | -           | -           | 38     | 0      |        |
| Totale carriera      | Totale carriera      | Totale carriera      | 28         | 0          |                 | 3               | 2               |                    | 12                 | 0                  |             | -           | -           | 43     | 0      |        |

### Cronologia presenze e reti in nazionale
| Cronologia completa delle presenze e delle reti in nazionale ― Israele | Cronologia completa delle presenze e delle reti in nazionale ― Israele | Cronologia completa delle presenze e delle reti in nazionale ― Israele | Cronologia completa delle presenze e delle reti in nazionale ― Israele | Cronologia completa delle presenze e delle reti in nazionale ― Israele | Cronologia completa delle presenze e delle reti in nazionale ― Israele | Cronologia completa delle presenze e delle reti in nazionale ― Israele | Cronologia completa delle presenze e delle reti in nazionale ― Israele |
| Data                                                                   | Città                                                                  | In casa                                                                | Risultato                                                              | Ospiti                                                                 | Competizione                                                           | Reti                                                                   | Note                                                                   |
| ---------------------------------------------------------------------- | ---------------------------------------------------------------------- | ---------------------------------------------------------------------- | ---------------------------------------------------------------------- | ---------------------------------------------------------------------- | ---------------------------------------------------------------------- | ---------------------------------------------------------------------- | ---------------------------------------------------------------------- |
| 12-10-2021                                                             | Be'er Sheva                                                            | Israele                                                                | 2 – 1                                                                  | Moldavia                                                               | Qual. Mondiali 2022                                                    | -                                                                      | 87’                                                                    |
| 15-11-2021                                                             | Netanya                                                                | Israele                                                                | 3 – 2                                                                  | Fær Øer                                                                | Qual. Mondiali 2022                                                    | -                                                                      |                                                                        |
| Totale                                                                 |                                                                        | Presenze                                                               | 2                                                                      |                                                                        | Reti                                                                   | 0                                                                      |                                                                        |

## Palmarès

### Club

#### Competizioni nazionali
- Supercoppa d'Israele: 1

Maccabi Haifa: 2023